# Lanzhou
Lanzhou (cinese semplificato 兰州; tradizionale 蘭州; pinyin Lánzhōu) è una città-prefettura cinese, capoluogo della provincia nordoccidentale del Gansu.

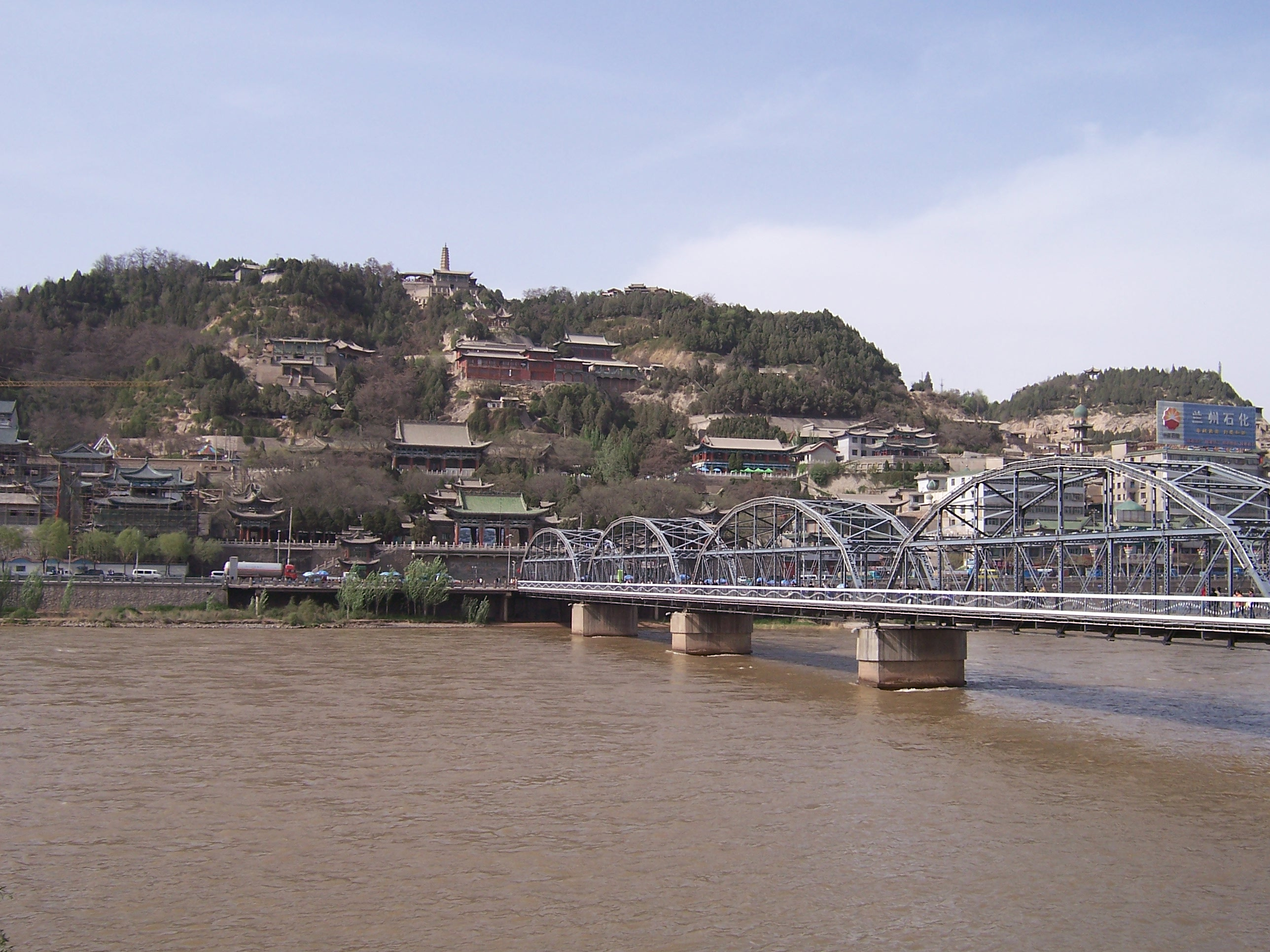
Ponte sul Fiume Giallo

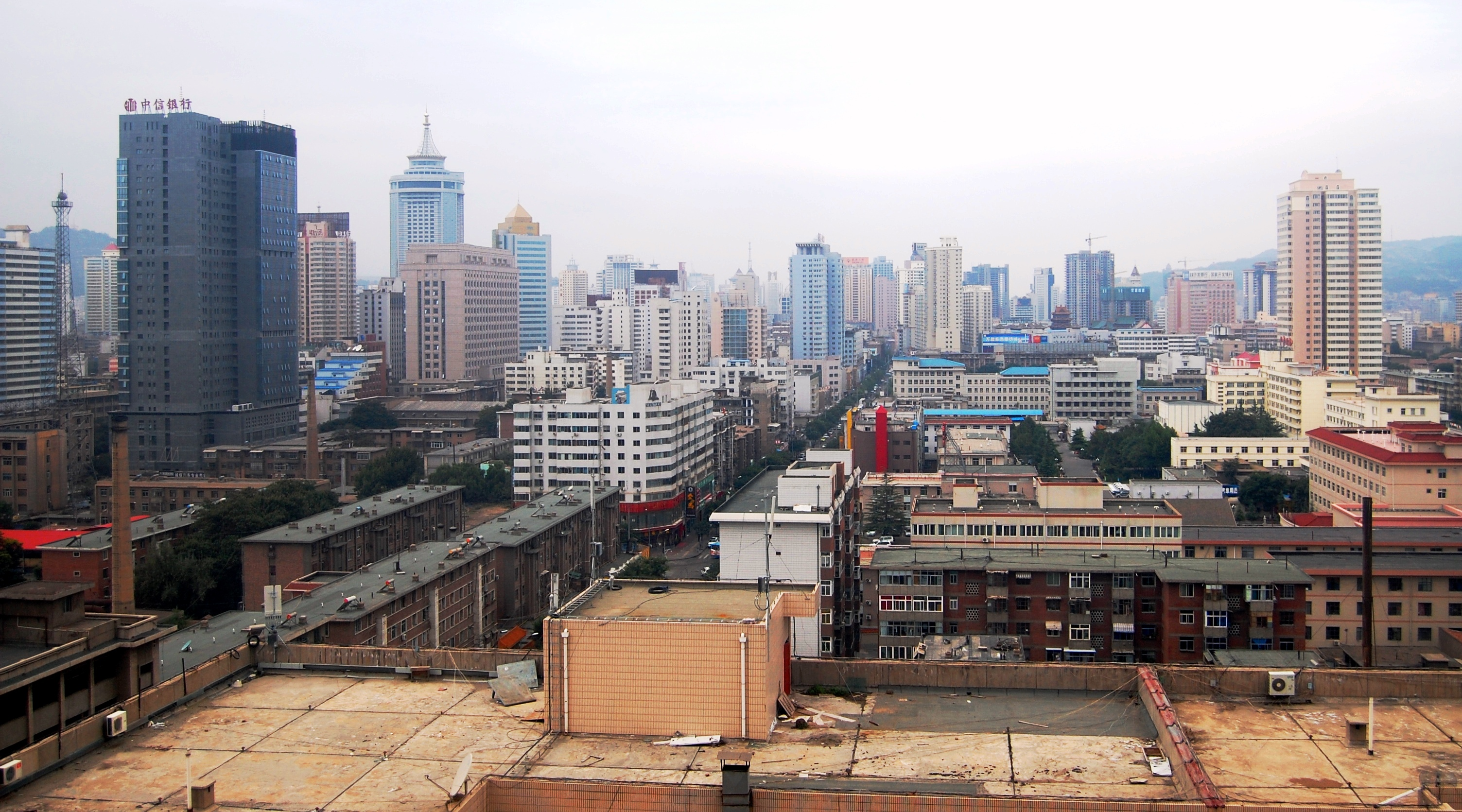
Panorama di Lanzhou

## Storia
La fondazione della città risale ad oltre 2000 anni or sono; originariamente era parte del territorio dei Qiang occidentali e entrò a far parte del regno Qin nel VI secolo a.C.
Nell'81 a.C., sotto la dinastia Han divenne una vera città, chiamata Jincheng, sede di un'importante contea. La città era conosciuta come La città dorata, per i proficui commerci che vi fiorivano grazie alla posizione lungo la Via della seta e punto di attraversamento del Fiume Giallo.

## Geografia antropica

### Suddivisioni amministrative
- Distretto di Chengguan
- Distretto di Qilihe
- Distretto di Xigu
- Distretto di Anning
- Distretto di Honggu
- Contea di Yongdeng
- Contea di Gaolan
- Contea di Yuzhong

## Monumenti e luoghi di interesse
- Il Parco delle cinque primavere (五泉山公园), situato sul lato nord del monte Gaolan, al cui interno vi sono diversi templi buddisti.
- Il ponte Zhongshan (中山桥), primo ponte permanente sul Fiume Giallo
- L'orto botanico di Lanzhou (兰州植物园), nel distretto di Anning
- La moschea Xiguan (西关清真寺), tra le più grandi in Cina
- Il Monte Xinglong (兴隆山), con foreste di pino e templi

### Musei
- Museo provinciale del Gansu (甘肃省博物馆)
- Museo di Lanzhou (兰州市博物馆)
- Museo d'arte del Gansu (甘肃艺术馆)
- Museo della ceramica dipinta di Lanzhou (兰州彩陶博物馆)
- Museo della scienza e della tecnologia del Gansu (甘肃科技博物馆)